# محمدحسین‌خان مستوفی‌الممالک
محمدحسین‌خان مستوفی‌الممالک وزیر مالیه افغانستان در دورهٔ پادشاهی امیر حبیب‌الله‌خان و از بزرگان منطقه کوهستان در شمال کابل بود.
وی همچنین پدر شاعر نامدار افغانستان خلیل‌الله خلیلی است.
دوره وزارت محمدحسین‌خان با پایان یافتن دوره پادشاهی حبیب‌الله‌خان پایان یافت. محمدحسین‌خان سپس قربانی توطئه‌های درباری شد و پادشاه وقت او را اعدام کرده دارایی‌های او را مصادره نمود.